# Szíriai elefánt
A szíriai elefánt vagy perzsa elefánt (Elephas maximus asurus) az emlősök (Mammalia) osztályának ormányosok (Proboscidea) rendjébe, ezen belül az elefántfélék (Elephantidae) családjába tartozó ázsiai elefánt (Elephas maximus) egyik kihalt alfaja.

## Előfordulása
A Kr.e. időkben Délnyugat-Ázsiában volt elterjedt. A következő országok területein élt: Afganisztán, Irak, Irán, Izrael, Jordánia, Libanon, Pakisztán, Szíria és Törökország. Mára kihalt. A fosszilis maradványok alapján, ez az állat körülbelül 3 millió évvel ezelőtt - azaz a késő pliocén korszakban - jelent meg és Kr.e. 100-ban halhatott ki.

## Megjelenése
Marmagassága körülbelül 3,5 méter lehetett. Megjelenésében hasonló jegyeket mutatott az ázsiai elefánt több alfajával együtt (tehát az indiai, borneói, stb. alfajhoz hasonlóan az afrikai elefántéinál kisebb fülek, magasabb homlok, csupasz, vastag, kemény bőr, agyarak). Az ázsiai elefántnak az egyik legnagyobb alfaja lehetett.

## Életmódja
Hasonlóan a többi elefánthoz, ez az állat is csoportosan élt az erdőkben, füves pusztákon, félsivatagokban, alacsonyabb hegyvidékeken, vagy akár mangroveerdőkben is. Táplálkozása szintén megegyezik a többi elefántéval, tehát gyökerek, gumók, füvek, levelek, ágak, virágok, fakérgek szerepeltek az étrendjén.

## Harci elefántok
Ahogyan az Indiai szubkontinensen élő népek, úgy a perzsák is használtak harci elefántokat. Használták őket Mezopotámia, Anatólia és Görögország elfoglalásakor is. Mivel nagyon intelligens állatok, hamar be lehetett tanítani őket a harcra. Egyetlen egy gyenge pontjuk volt: a szemük. Ha az megsérült, komoly fájdalmat érezhetett az elefánt, ezáltal agresszívvé is válhatott, és barátot-ellenséget egyaránt taposott és öklelt. Az európaiak a harci elefántokról elsőként a görögöktől hallottak, akik abban az időben vagy megjárták Indiát, Perzsiát, vagy pedig részt vettek a görög-perzsa háborúkban, és találkoztak ezekkel az állatokkal. 

## Fordítás
- Ez a szócikk részben vagy egészben  a   Syrian elephant című angol Wikipédia-szócikk ezen változatának fordításán alapul.  Az eredeti cikk szerkesztőit annak laptörténete sorolja fel. Ez a jelzés csupán a megfogalmazás eredetét és a szerzői jogokat jelzi, nem szolgál a cikkben szereplő információk forrásmegjelöléseként.
- Ez a szócikk részben vagy egészben  a   Persian war elephants című angol Wikipédia-szócikk ezen változatának fordításán alapul.  Az eredeti cikk szerkesztőit annak laptörténete sorolja fel. Ez a jelzés csupán a megfogalmazás eredetét és a szerzői jogokat jelzi, nem szolgál a cikkben szereplő információk forrásmegjelöléseként.